# FRI and College Area
FRI and College Area è una suddivisione dell'India, classificata come census town, di 5.428 abitanti, situata nel distretto di Dehradun, nello stato federato dell'Uttarakhand. In base al numero di abitanti la città rientra nella classe V (da 5.000 a 9.999 persone). La sigla FRI sta per Forest Research Institute.

## Geografia fisica
La città è situata a 30° 20' 32 N e 77° 59' 50 E.

## Società

### Evoluzione demografica
Al censimento del 2001 la popolazione di FRI and College Area assommava a 5.428 persone, delle quali 2.861 maschi e 2.567 femmine. I bambini di età inferiore o uguale ai sei anni assommavano a 585, dei quali 326 maschi e 259 femmine. Infine, coloro che erano in grado di saper almeno leggere e scrivere erano 4.374, dei quali 2.406 maschi e 1.968 femmine.